# 辐射度
在輻射度量學當中，輻射度（英語：radiosity）是指通過放射、反射及傳遞「離開」一個表面的辐射功率的單位計量方式；光譜輻射度（英語：spectral radiosity）則指一個頻率或波長表面單位的的輻射度。輻射度的國際單位制是「瓦特每平方公尺」（W/m2）。光譜輻射度的頻率與波長分別由「瓦特每平方公尺每赫茲」（W·m−2·Hz−1）和「瓦特每平方公尺每公尺」（W·m−3）計量，後者一般也有使用「瓦特每平方公尺每納米」（W·m−2·nm−1）計算。
對此，天文學領域裡比較常用的厘米-克-秒制計量方式是「爾格每平方公分每秒」（erg·cm−2·s−1）。在除輻射度量學之外的其它物理課題中，輻射度也被稱作「强度」（intensity），但這種用法對於輻射度量學本身而言易與輻射强度相混淆。